# 爱德华·阿尔比
爱德华·阿尔比（英語：Edward Albee，1928年3月12日—2016年9月16日），美国剧作家，最著名的作品有《谁害怕弗吉尼亚·伍尔芙？》、《动物园的故事》、《优美的平衡》、《海景画》等。其作品设计严密，通常是关于现代状态的冷峻考察。他早期的作品是荒诞派戏剧的美国化。以Paula Vogel为代表的新一代美国剧作家赞赏阿尔比在1960年代早期重构了战后美国喜剧——既注重演出手法，也注重辛辣的台词。阿尔比仍不断推出新剧，如《The Goat: or, Who Is Sylvia?》（2002）。

## 電影
阿爾比的《誰害怕弗吉尼亞·伍爾芙？》曾被改編成電影《靈慾春宵》，此片由迈克·尼科尔斯執導，伊丽莎白·泰勒及理查德·伯顿等主演。